# Santander Bank Polska
Banco Santander es un banco polaco, con sede en Varsovia y filial del grupo español Santander. Es uno de los tres bancos más grandes de Polonia. Se formó por la fusión en 2001 del Bank Zachodni SA y del banco crediticio Wielkopolski Bank Kredytowy SA. El actual presidente de la junta directiva del banco es Michal Gajewski tras sustituir a Mateusz Morawiecki, quien había ocupado el cargo desde mayo de 2007.
En 2025, Grupo Santander anunció la venta del 49% de las acciones de Santander Bank Polska a Erste Bank.

## Historia
Entre 1995 y 1996 el Allied Irish Banks comenzó a invertir en la emergente economía de Polonia con la compra de 60,1% del Wielkopolski Bank Kredytowy, uno de los bancos de más éxito comercial del país. En junio de 1999 continuaron su inversión en Polonia mediante la adquisición del 70% de Banco Zachodni SA. En junio de 2001 los dos bancos fueron fusionado por el Grupo AIB formando el Banco Zachodni WBK SA.
El 9 de septiembre de 2010, se anunció que el banco español, Grupo Santander, había llegado a un acuerdo para comprar la participación del  Allied Irish Banks en el Zachodni WBK por  2.938 millones de euros, más otros 150 millones por el 50% de la gestora BZ WBK. Santander anunció también que lanzaría una OPA sobre el 30% restante del banco para quedarse con la totalidad de las acciones del mismo, lo que supondría otros 1.240 millones de €.
En 2012, el Banco Santander alcanzó un acuerdo con el belga KBC para la adquisición de Kredyt Bank, propiedad de este último. A raíz de la adquisición de Banco Kredyt por el Grupo Santander, los dos bancos polacos se fusionaron. El 4 de enero de 2013, el banco Zachodni WBK SA se convierte en el sucesor legal de Kredyt Bank. El banco resultante de la fusión operó como Banco Zachodni WBK SA y la marca Kredyt Bank se utiliza como marca comercial de algunos productos hasta que el de 10 de septiembre de 2018, el Banco Zachodni WBK cambió de denominación, adoptando el nombre de Banco Santander de Polonia.
Hoy en día, es el tercer banco comercial más grande con 512 sucursales a nivel nacional y cerca de 11.472 empleados. Tiene una cuota en sucursales del 8% y controla el 6,5% del negocio financiero de Polonia. En el año 2017, el Banco Santander de Polonia tuvo un beneficio de 300 millones de euros.
En 2024, el Santander pagó un dividendo de 0,7601 zlotys por acción a los inversores correspondientes a 2023. El valor total ascendió a 11.958.281 zlotys.